# Jacques Stella
Pour les articles homonymes, voir Stella.
Jacques Stella est un peintre et un collectionneur d'art français, né à Lyon en 1596 (baptême le 29 septembre) et mort à Paris le 29 avril 1657. Peintre d'histoire, essentiellement de sujets religieux, et graveur à l'eau-forte, il est honoré d'un brevet de « peintre ordinaire du roi » en 1635.

## Biographie
Son père François Stella, peintre et marchand d'art d'origine flamande et établi à Lyon, marié à Claudine de Masso a eu plusieurs enfants, dont François (1603-1647), devenu peintre également, Françoise, pastelliste, et Madeleine, sculpteur, mariée à Étienne Bouzonnet, orfèvre à Lyon, et mère d'artistes Antoine Bouzonnet-Stella, Claudine Bouzonnet-Stella, Françoise Bouzonnet (1638-1692), Antoinette Bouzonnet-Stella et Sébastien (1644-1662). Il meurt trop tôt pour enseigner la peinture à un autre fils, Jacques Stella.
Celui-ci se forme à Lyon, avant de partir de 1616 à 1621 pour la cour de Cosme II de Médicis à Florence où il rencontre Jacques Callot. L'influence de l’art florentin se fait sentir dans l'ensemble de son œuvre.
À la mort de Cosme de Médicis en 1621, Stella se rend à Rome où il demeure dix ans et acquiert la renommée grâce à des peintures et gravures de petite taille, ainsi que par des œuvres peintes sur cuivre ou sur pierre (onyx, lapis-lazuli ou simplement ardoise). Il travaille en particulier pour le pape Urbain VIII. À Rome, il est influencé par le classicisme et plus particulièrement par l'art de Nicolas Poussin, dont il devient l'intime.
Il regagne Lyon en 1634 puis se rend à Paris un an plus tard. Le cardinal de Richelieu le présente à Louis XIII, qui le nomme peintre du roi, lui donnant une pension de 1 000 livres. Il loge alors au Louvre. Il aborde à plusieurs reprises le thème de l'enfance du Christ dont son Jésus retrouvé par ses parents dans le temple qui existe en cinq versions différentes. Il effectue plusieurs commandes et décore ainsi la chapelle Saint-Louis au château de Saint-Germain-en-Laye en compagnie de Poussin et de Simon Vouet. Il retrouve ces mêmes peintres pour le chœur de l'église du noviciat des Jésuites en 1641-1642. À partir de 1644, il participe à la décoration du palais de Richelieu.
Il est fait chevalier de l'ordre de Saint-Michel par Louis XIV, en 1645.
À la fin de sa vie, il se consacre de plus en plus aux dessins. Il enseigne la gravure à ses trois nièces, filles de sa sœur Madeleine. Celles-ci reproduisirent une part importante de ses dessins.
Jacques Stella meurt le 29 avril 1657 à l'âge de 60 ans aux galeries du Louvre où il bénéficiait d'un logement depuis 1635. Il est inhumé dans l'église Saint-Germain-l'Auxerrois.

## Œuvre

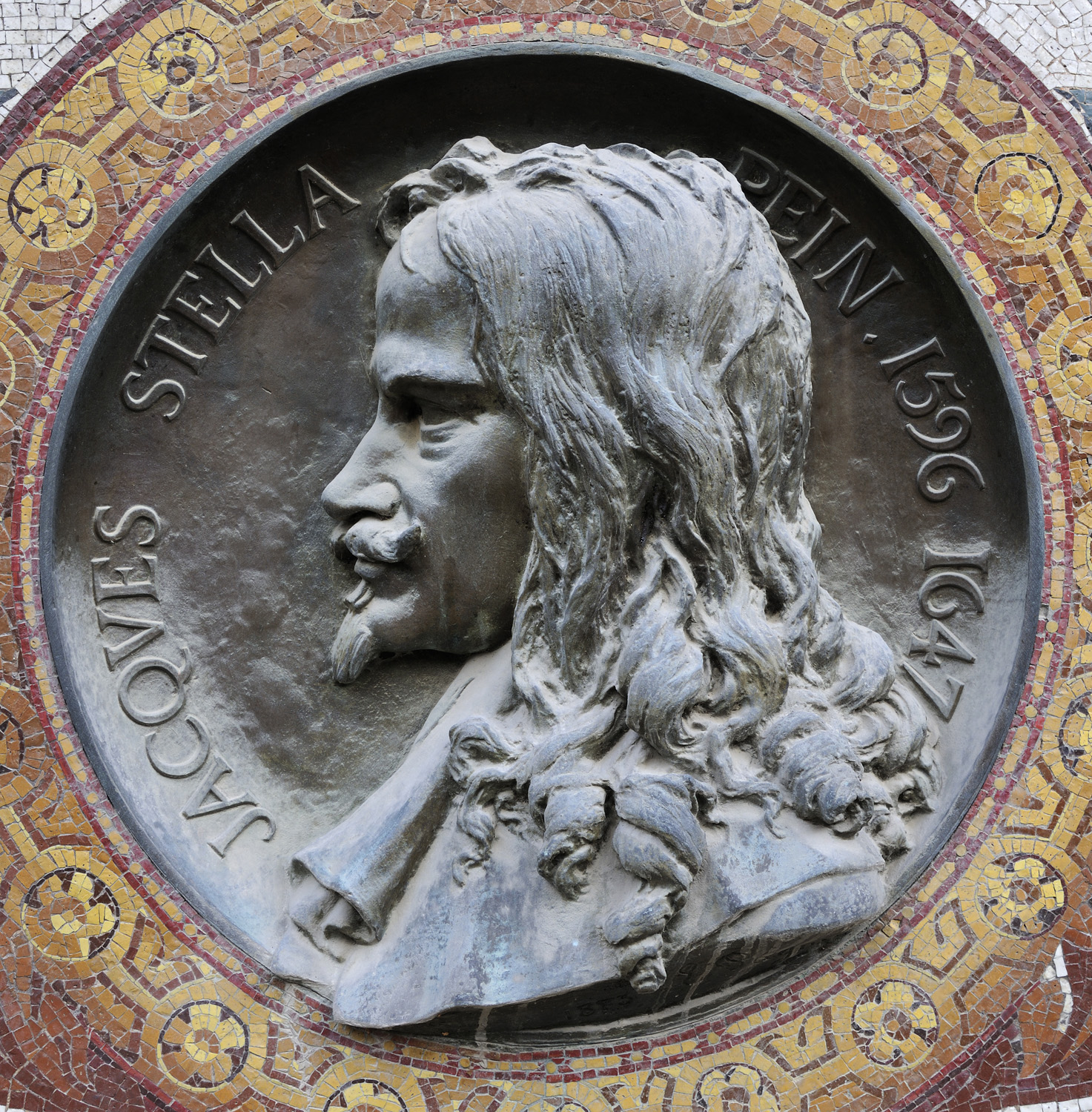
Médaillon de bronze à l'effigie de Jacques Stella, par Étienne Pagny, au musée des Beaux-Arts de Lyon.

L'art de Jacques Stella, audacieux et varié, passe avec aisance du réalisme de l’observation directe à l’esprit antique ou à l’inspiration religieuse la plus élevée.
Après sa mort, les peintures et les gravures de Stella ont souvent été vendues sous le nom de travaux de Poussin.
Outre son activité de peintre, il a collectionné toute sa vie les œuvres d'autres artistes, dont de nombreux tableaux de Nicolas Poussin, des toiles de Raphaël, des dessins de Michel-Ange, de Léonard de Vinci, etc. L’une de ses nièces, Claudine Bouzonnet-Stella, fit après sa mort l’inventaire de sa riche collection de dessins rapportés d’Italie.
Son œuvre a également inspiré de nombreuses gravures, permettant une large diffusion de son art, en particulier après sa mort, sous l'impulsion de sa nièce et héritière Claudine Bouzonnet-Stella qui cède les gravures et trente de ses tableaux à Michel-François Demasso.
Une exposition lui a été  consacrée au Musée des Beaux-Arts de Lyon, puis au Musée des Augustins de Toulouse.

## Extraits du catalogue
Exposition présentée au Musée des Beaux-Arts de Lyon, du 15 novembre 2006 au 19 février 2007 et au Musée des Augustins de Toulouse, du 16 mars au 18 juin 2007.

« … Dans la constellation des peintres du Grand Siècle français redécouvert et désormais apprécié par un large public, manquait notre artiste. Longtemps considéré comme un astre mort, Stella peut enfin se révéler à notre regard, nous envoyer les rayons de lumière jamais éteinte. »

— Introduction de Sylvie Ramond, conservateur en chef du patrimoine, directeur du musée des Beaux-Arts de Lyon et d'Alain Daguerre de Hureaux, conservateur en chef du patrimoine, directeur du musée des Augustins.

« ... Puisse au moins le résultat justifier les efforts de tous ceux qui se sont attachés à faire briller dans notre ciel inquiet l'étoile de Stella. »

— Essai de Sylvain Laveissière : Jacques Stella, parcours de l'œuvre.

## Quelques œuvres dans les musées

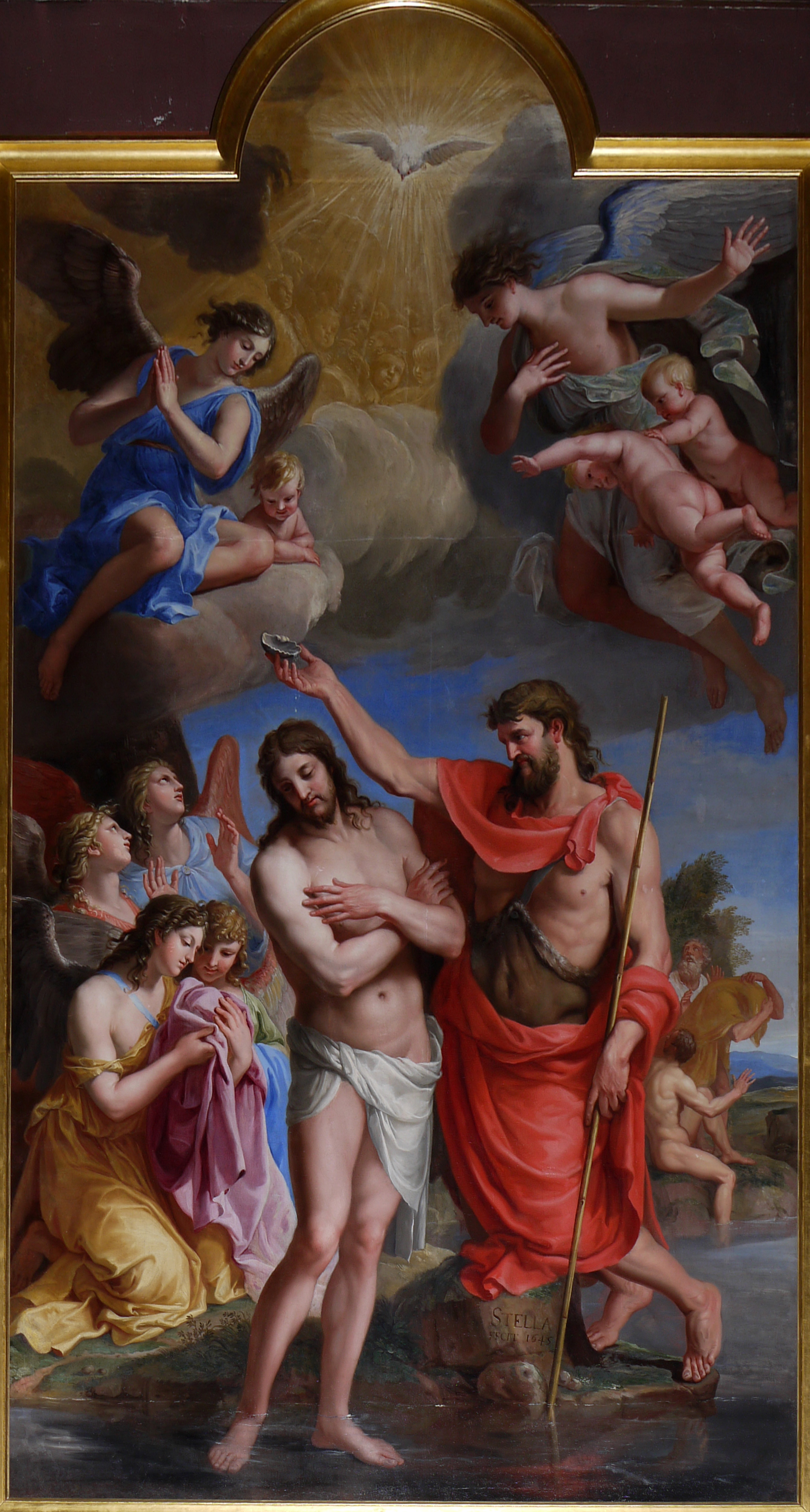
Le Baptême du Christ, 1645, église Saint-Louis-en-l'Île.

- Palazzo Barberini – Gallerie Nazionali di Arte Antica di Roma : San Filippo Neri beve alla fiasca de San Felice da Cantalice, ou del beato Felice da Cantalice – La rencontre de Saint Philippe Néri et de Félix de Cantalice, traduction du titre italien : Saint Philippe Neri boit à la gourde de Saint Félix de Cantalice. 1622. Huile sur toile, 37 × 53 cm. Inv. 1886 (F.N. 22630). Felipe di Cantalice, décédé en 1587, n’a été béatifié qu’en 1625 et canonisé qu’en 1712. Filippe Néri étant décédé en 1595, le titre italien est anachronique.
- Palazzo Chigi à Ariccia : The jesuit missionary Roberto de Nobilis in Madra (1649), huile sur toile. Photographie dans l'ouvrage en anglais "Bernini and the Roman Baroque", ouvrage collectif supervisé par Francesco Petrucci, curateur du Palazzo (2021). Téléchargeable sur internet.
- Le Christ en croix et la Madeleine (1625?), huile sur cuivre, 33,4 × 24 cm, Paris, musée du Louvre.
- Sainte Cécile (1626), 66 × 54 cm, Rennes, musée des Beaux-Arts.
- La Sainte Famille avec le petit saint Jean-Baptiste, 1633, huile sur ardoise, 50 × 37 cm, Montpellier, musée Fabre.
- Olympe abandonnée par Birène, pierre noire, sanguine, plume, encre noire, lavis brun et rehauts de blanc. 22,5 × 38,6 cm[9]. Paris, Beaux-Arts de Paris. Ce dessin date des années 1630 à 1633. Il apparaît comme une synthèse des expériences que tente alors Stella. On retrouve des effets de clair-obscur saisissants, un traitement décoratif de la végétation et le type de visage féminin ovale et régulier[10].
- Le Sommeil de Silène, huile sur toile, 148 × 118 cm, Béziers, Musée des Beaux-Arts de Béziers. Il s'agit d'une copie du tableau Le Triomphe de Silène de Nicolas Poussin (inv. NG42), conservé à la National Gallery à Londres.
- Le Triomphe de Bacchus, huile sur toile, 142 × 151 cm, Béziers, Musée des Beaux-Arts de Béziers.Il s'agit d'une copie du tableau de Nicolas Poussin (inv. 31-94), conservé au Musée d'art Nelson-Atkins à Kansas City (Missouri).
- La Présentation de Jésus au Temple, huile sur toile, 345 × 260 cm, Béziers, Musée des Beaux-Arts de Béziers.

Retour en France en 1634
- Clélie passant le Tibre (1635), 137 × 100 cm, musée du Louvre.
- L'Adoration des anges, dite aussi La Sainte Famille à l'étable (1635), huile sur toile, 142 × 198,7 cm, Lyon, musée des Beaux-Arts.
- Sémiramis appelée au combat (1637), huile sur ardoise, 36,1 × 53,5 cm, Lyon, musée des Beaux-Arts.
- Le Sommeil de l'Enfant Jésus avec trois angelots (vers 1638), huile sur marbre noir, 32,1 × 28,3 cm, Lyon, musée des Beaux-Arts.
- Sainte Anne conduisant la Vierge au temple (1640), huile sur toile, 136 × 106 cm, (provenance : chapelle royale du château de Saint-Germain-en-Laye), Rouen, musée des Beaux-Arts.
- Jésus-Christ ressuscité apparaissant à la Vierge (vers 1640), huile sur albâtre renforcé d'une plaque d'ardoise au musée du Louvre.
- Le Christ et la Samaritaine (1640-1645), église Notre-Dame-de-la-Nativité de Bercy, Paris.
- Le Mariage de la Vierge (1640-1645), Toulouse, musée des Augustins.
- Minerve chez les muses (1640-1650), huile sur toile, 116 × 162 cm, musée du Louvre[11].
- Louis II de Bourbon, duc d'Enghien (~1643), Chantilly, musée Condé.
- La Naissance de la Vierge (1644-1645), huile sur toile, Lille palais des Beaux-Arts.
- Le Baptême du Christ (1645), église Saint-Louis-en-l'Île, Paris.
- Salomon adorant les idoles (~1650), huile sur toile, 98 × 142 cm, Lyon, musée des Beaux-Arts.
- Salomon recevant la Reine de Saba (~1650), huile sur toile de 98 × 142 cm, Lyon, musée des Beaux-Arts.
- L'Enlèvement des Sabines (1650), 35,2 × 54,4 cm, Lyon, musée des Beaux-Arts.
- La Vierge présente l'Enfant à Dieu et aux anges (1650), 35,4 × 26,7 cm, Lyon, musée des Beaux-Arts.
- La Visitation (1650), 35,7 × 26,5 cm, Lyon, musée des Beaux-Arts.
- Nativité (1650), 28,9 × 36,4 cm, Lyon, musée des Beaux-Arts.
- Scène de la vie familiale, XVIIe siècle, 18,7 × 30,1 cm, Lyon, musée des Beaux-Arts.
- Le Christ servi par les anges (vers 1650), huile sur toile, 111 × 158 cm, musée des Offices, Florence[12]
- Songe de Jacob (1650), huile sur onyx, 22,5 × 33 cm, Los Angeles, Musée d'Art du comté de Los Angeles (Los Angeles County Museum of Art : LACMA)[13].
- Présentation au temple (ap. 1650), plume, encre noire et lavis d'encre de Chine, 26,3 × 16,5 cm[14]. Paris, Beaux-Arts de Paris. Ce dessin fait partie d'une série de huit dessins représentant la Vie de la Vierge. La destination de cette suite est énigmatique car elle ne semble pas avoir été gravée. Le décor architectural est sobre et les figures semblent se répondre par les gestes[15].
- L'Enfance du Christ (1651), huile sur toile, 42 × 54 cm, Dijon, musée des Beaux-Arts[16].
- La Présentation au temple, Béziers, musée des Beaux-arts.
- La Sainte Famille, Toulouse, musée des Augustins.
- L'Enlèvement des Sabines, dessin au musée des Beaux-Arts de Lyon[17], tableau au Princeton University Art Museum.
- La Sainte Famille avec le petit saint Jean, huile sur bois, 16 × 13 cm, musée des Beaux-Arts d’Orléans (disparu)[18].
- Le Retour d’Égypte, huile sur toile, 135 × 121 cm, musée des Beaux-Arts d’Orléans (disparu durant la Seconde Guerre mondiale)[19].
- La Sainte Famille en Égypte, huile sur toile, 67 × 56 cm, musée des Beaux-Arts d’Orléans (disparu durant la Seconde Guerre mondiale)[20].

## Galerie

Œuvres
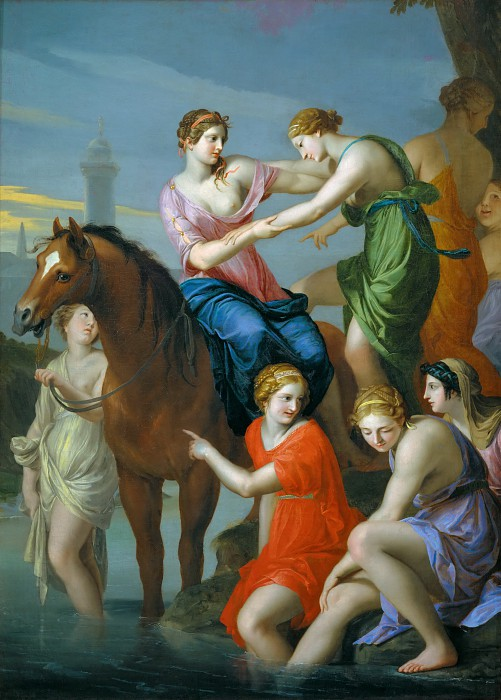
Clélie passant le Tibre, 1635, Musée du Louvre.
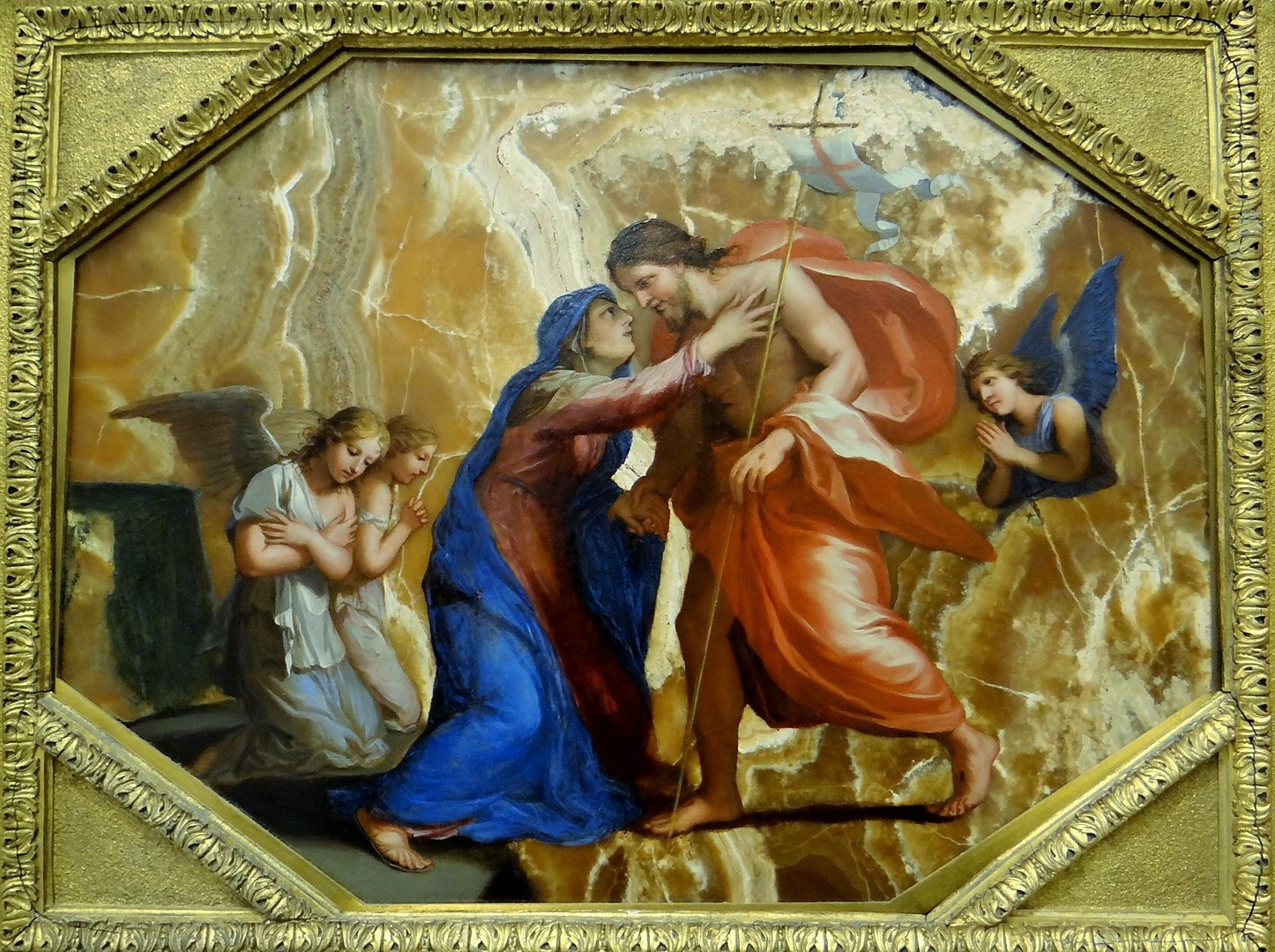
Jésus-Christ ressuscité apparaissant à la Vierge, vers 1640, musée du Louvre.
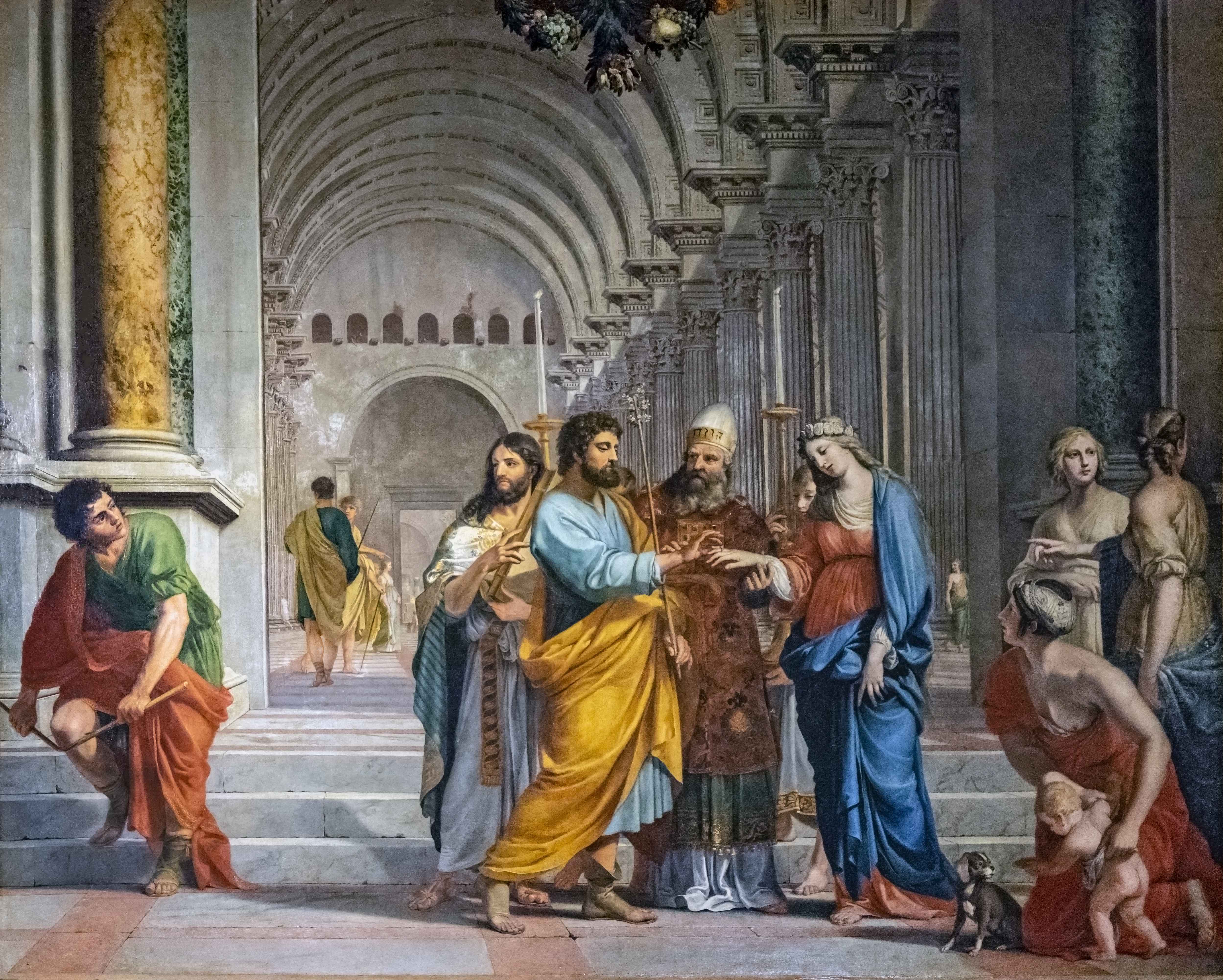
Le Mariage de la Vierge, 1640-1645,Musée des Augustins de Toulouse.
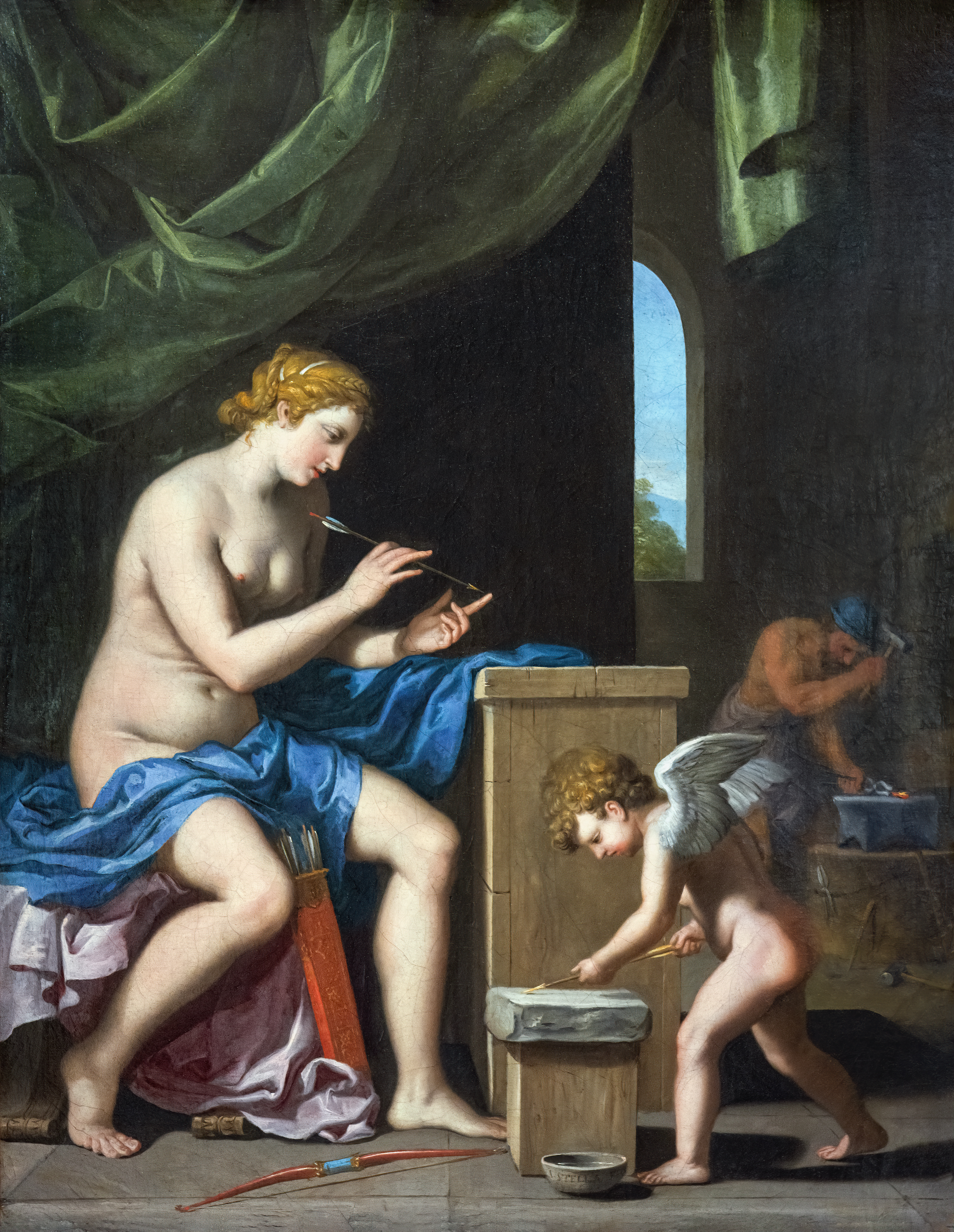
Vulcain forgeant les flèches de l'Amour, 1644-1645, Collection Motais de Narbonne.
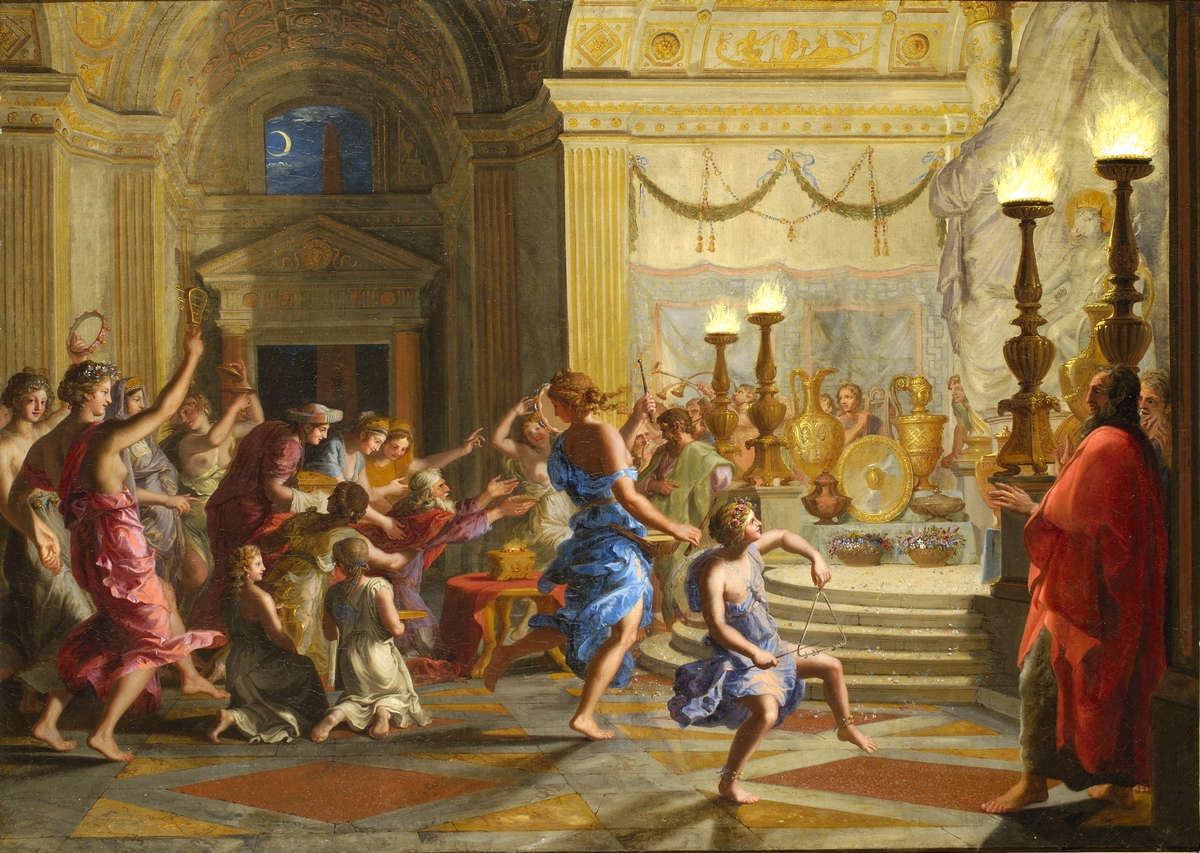
Salomon adorant les idoles, 1647, musée des Beaux-Arts de Lyon.
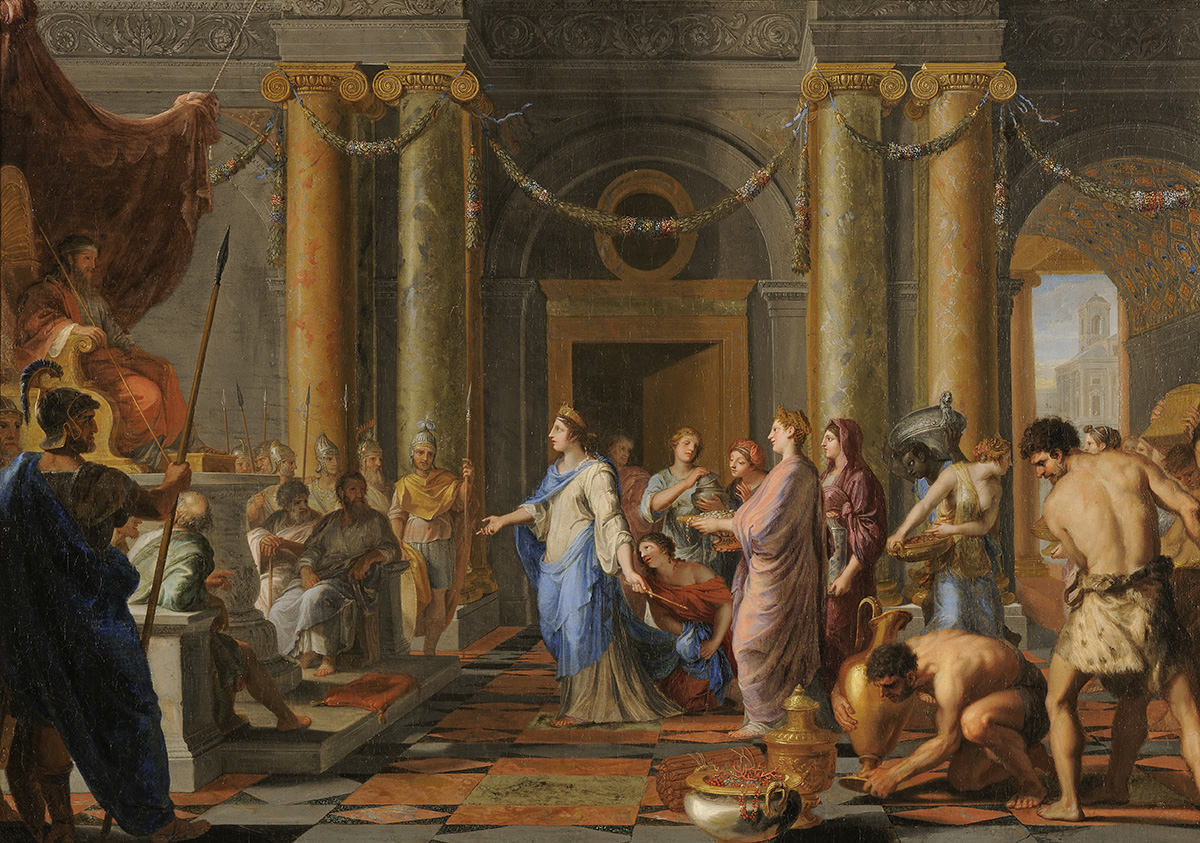
Salomon recevant la reine de Saba, vers 1650, musée des Beaux-Arts de Lyon.

### Gravure-Eau-forte

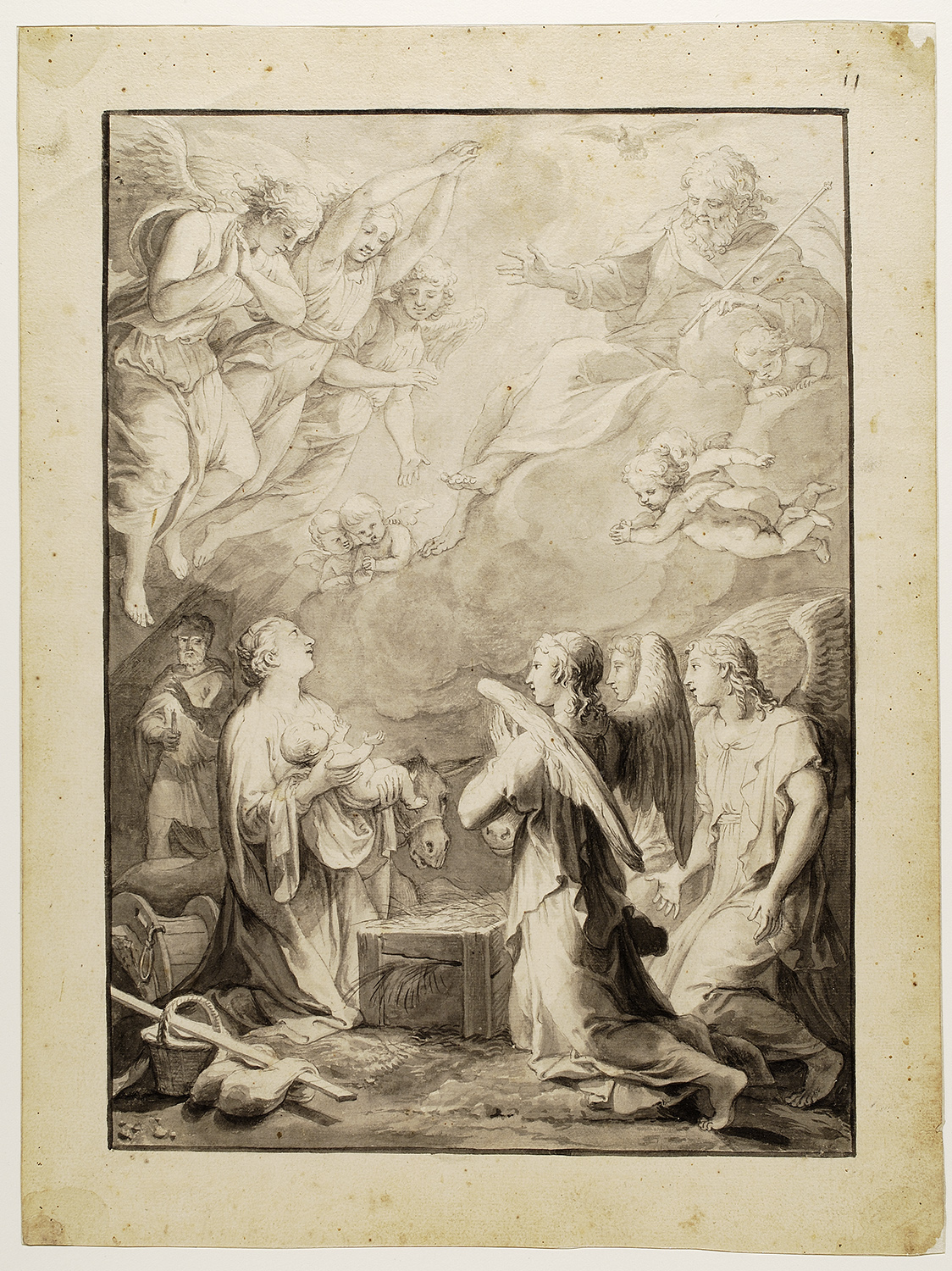
La Vierge présente l'Enfant à Dieu et aux anges, 1650, musée des Beaux-Arts de Lyon.
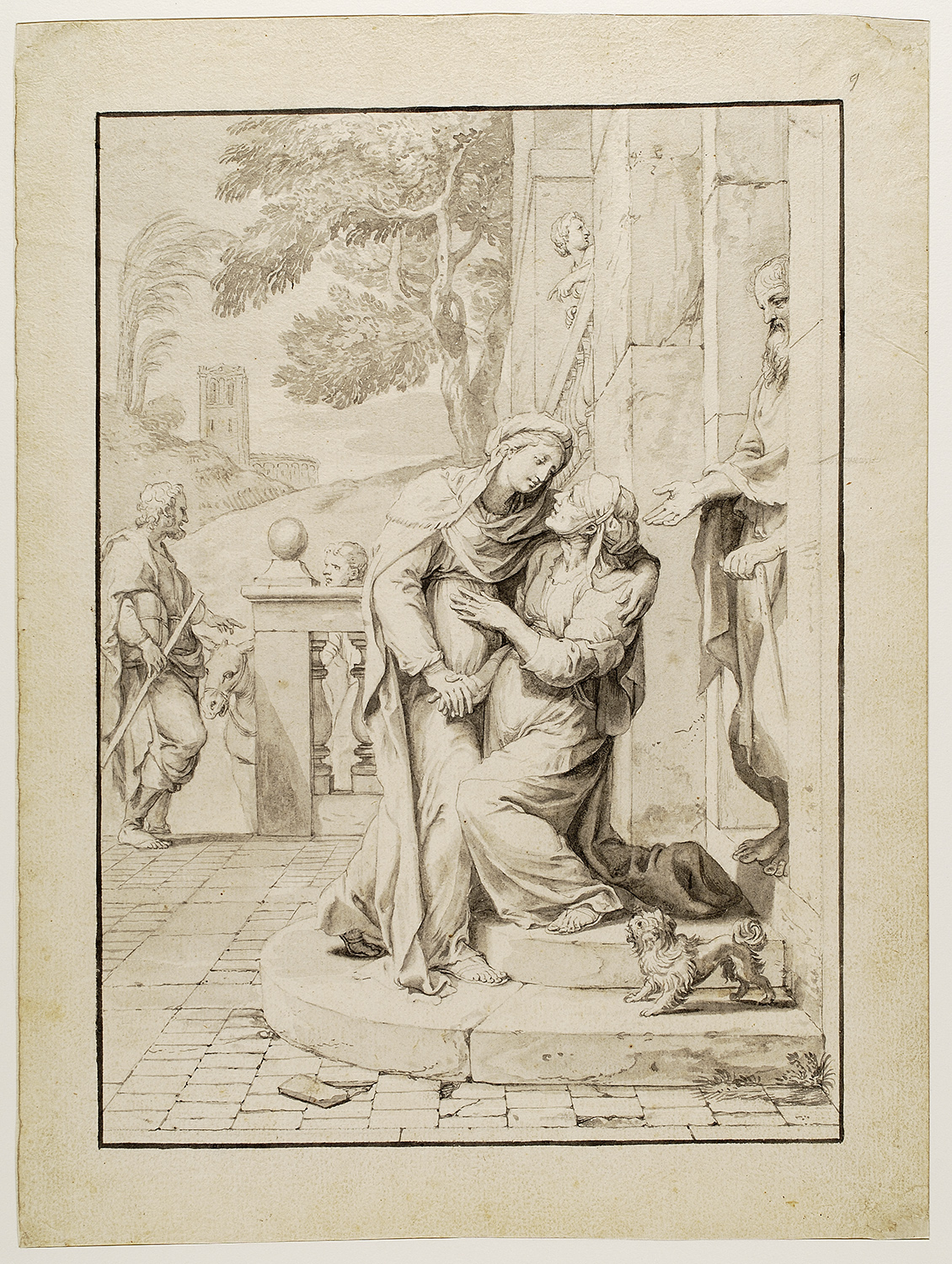
La Visitation, 1650, musée des Beaux-Arts de Lyon.
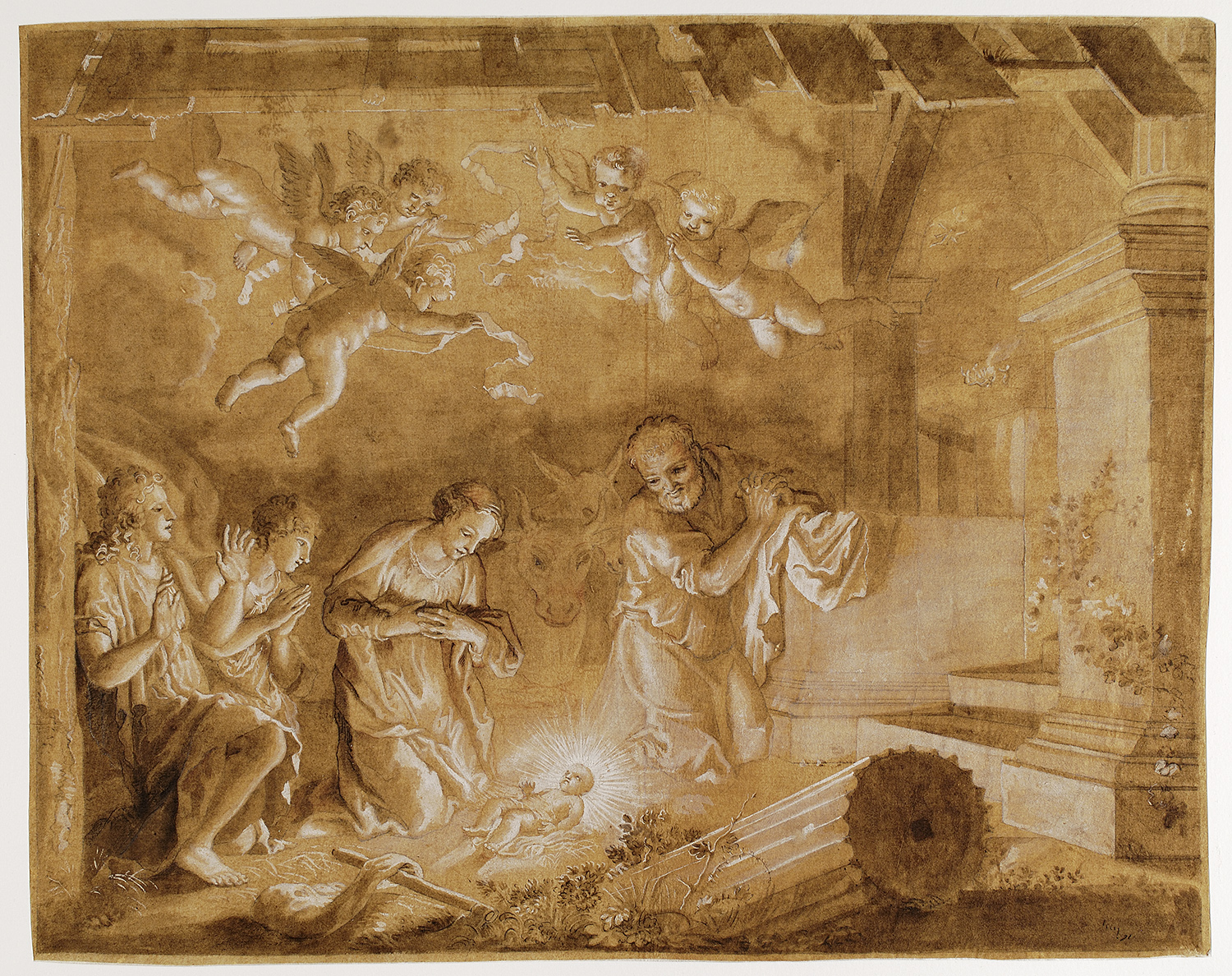
Nativité, XVIIe siècle, musée des Beaux-Arts de Lyon.
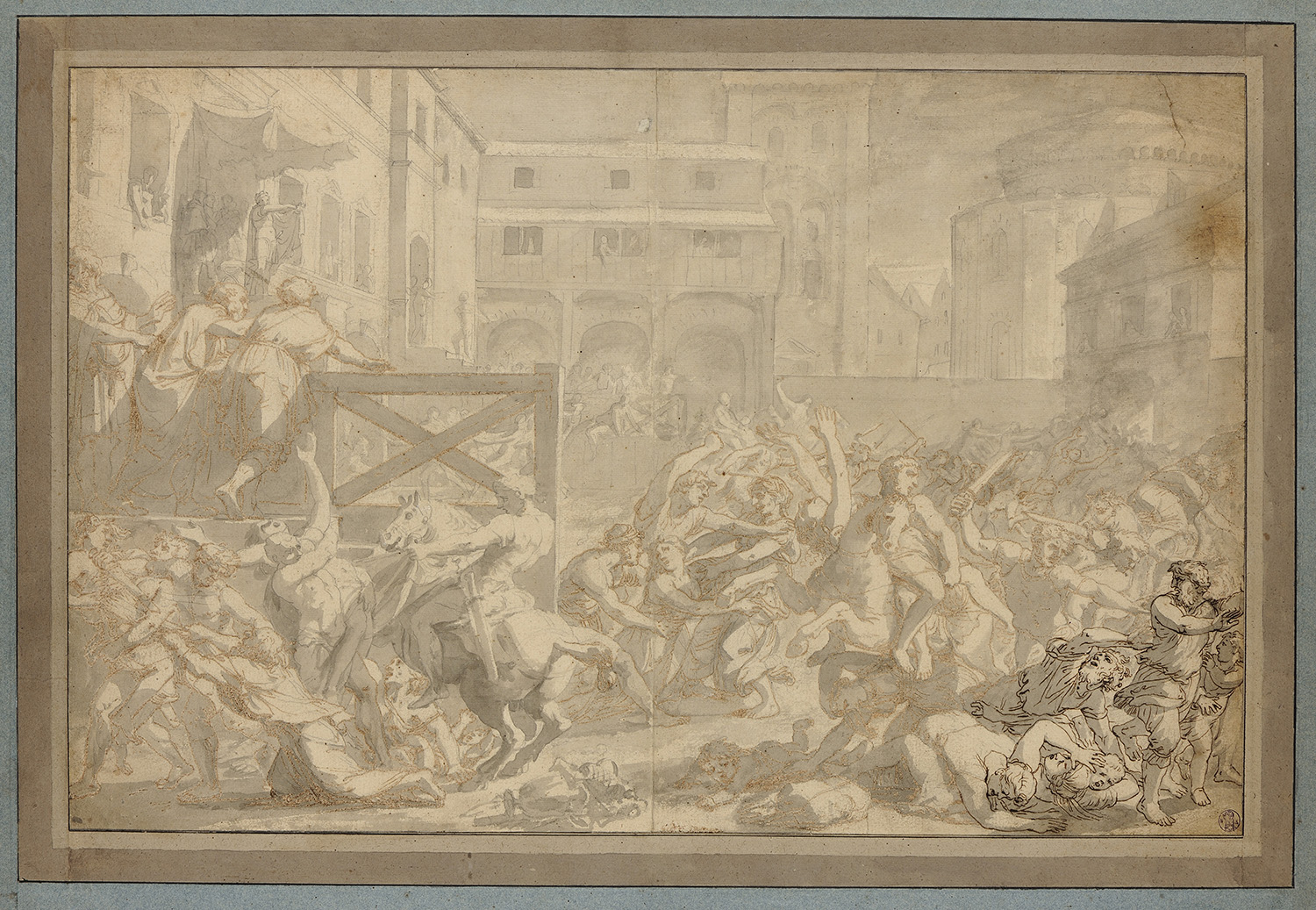
L'Enlèvement des Sabines, 1650, musée des Beaux-Arts de Lyon.
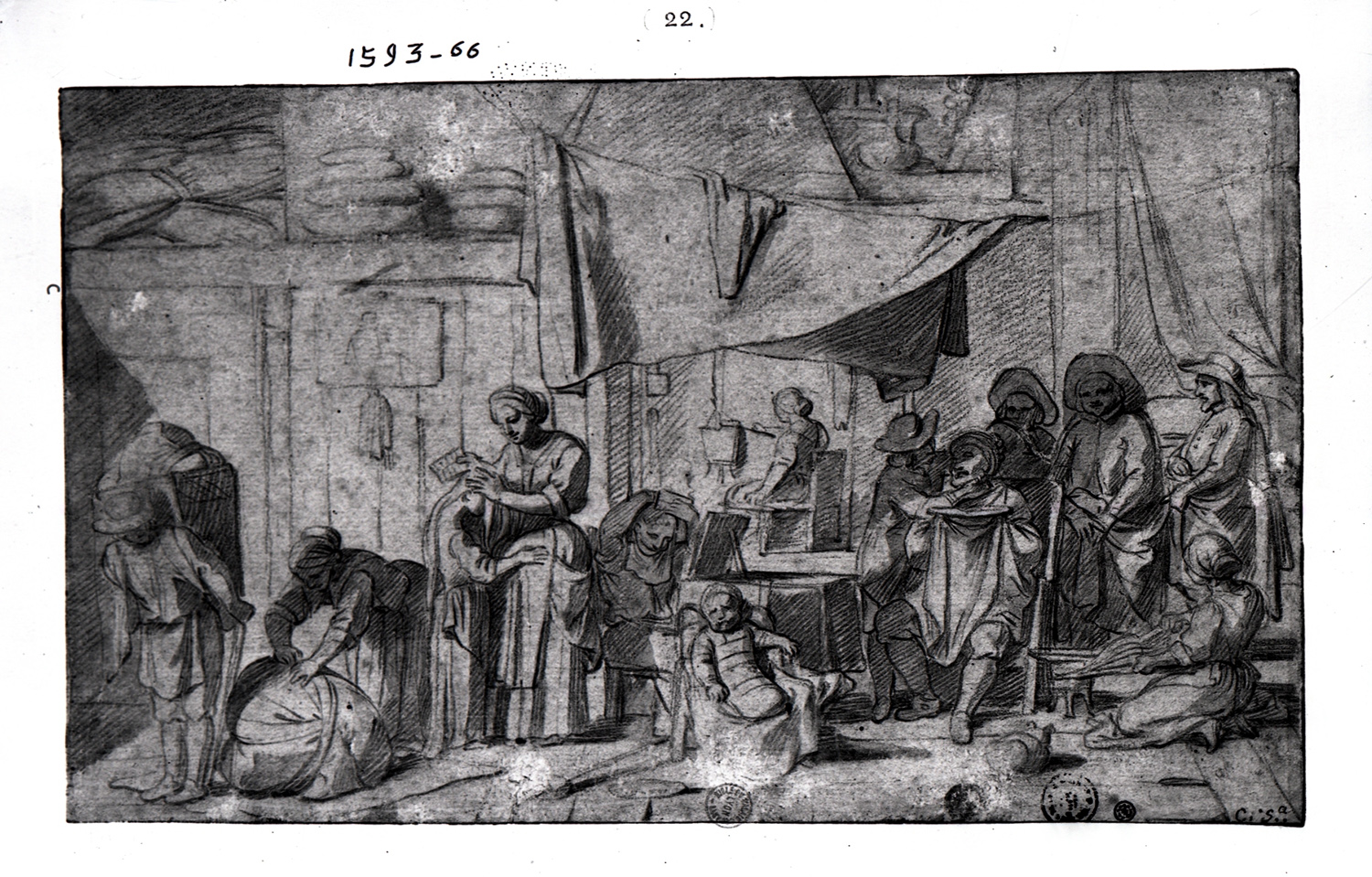
Scène de la vie familiale, musée des Beaux-Arts de Lyon.